# Alba Berlin Basketballteam 2014-2015
Questa voce raccoglie le informazioni riguardanti l'Alba Berlin Basketballteam nelle competizioni ufficiali della stagione 2014-2015.

## Stagione
La stagione 2014-2015 dell'Alba Berlin Basketballteam è la 24ª nel massimo campionato tedesco di pallacanestro, la Basketball-Bundesliga.

## Roster
Aggiornato al 24 agosto 2019.
| Alba Berlin 2014-15 | Alba Berlin 2014-15 |
| Giocatori           | Staff tecnico       |
| ------------------- | ------------------- |

| N. | Naz.                                        | Ruolo | Nome                       | Anno | Alt.   | Peso   |  |
| -- | ------------------------------------------- | ----- | -------------------------- | ---- | ------ | ------ |  |
| 5  | Germania (bandiera)                         | AP    | Niels Giffey               | 1991 | 201 cm | 93 kg  |  |
| 6  | Germania (bandiera)                         | AP    | Kevin Wohlrath             | 1995 | 196 cm | 87 kg  |  |
| 7  | Germania (bandiera)                         | AP    | Alex King (C)              | 1985 | 200 cm | 98 kg  |  |
| 8  | Germania (bandiera)                         | P     | İsmet Akpınar              | 1995 | 193 cm | 82 kg  |  |
| 9  | RD del Congo (bandiera) · Belgio (bandiera) | P     | Jonathan Tabu              | 1985 | 190 cm | 85 kg  |  |
| 11 | Germania (bandiera)                         | G     | Akeem Vargas               | 1990 | 192 cm | 90 kg  |  |
| 13 | Croazia (bandiera)                          | AG    | Marko Banić                | 1984 | 205 cm | 113 kg |  |
| 15 | Stati Uniti (bandiera)                      | G     | Reggie Redding             | 1988 | 193 cm | 95 kg  |  |
| 18 | Germania (bandiera)                         | C     | Jonas Wohlfarth-Bottermann | 1990 | 207 cm | 105 kg |  |
| 19 | Macedonia del Nord (bandiera)               | G     | Vojdan Stojanovski         | 1987 | 194 cm | 87 kg  |  |
| 20 | Stati Uniti (bandiera)                      | P     | Alex Renfroe               | 1986 | 191 cm | 77 kg  |  |
| 21 | Germania (bandiera)                         | AC    | Moritz Wagner              | 1997 | 205 cm | 101 kg |  |
| 22 | Germania (bandiera)                         | C     | Martin Seiferth            | 1990 | 208 cm | 104 kg |  |
| 25 | Stati Uniti (bandiera)                      | P     | Cliff Hammonds             | 1985 | 191 cm | 91 kg  |  |
| 33 | Stati Uniti (bandiera)                      | AC    | Jamel McLean               | 1988 | 202 cm | 105 kg |  |
| 35 | Germania (bandiera)                         | C     | Jannik Freese              | 1986 | 211 cm | 112 kg |  |
| 43 | Croazia (bandiera)                          | C     | Leon Radošević             | 1990 | 207 cm | 110 kg |  |

| Allenatore                                                                                |
| - Saša Obradović                                                                          |
| Assistente/i                                                                              |
| - Milenko Bogićević - Mauricio Parra Legenda - (C) Capitano - (IN) Inattivo - Infortunato |

## Mercato

### Sessione estiva
| Acquisti | Acquisti        | Acquisti             | Acquisti   | Acquisti |
| R.       | Nome            | da                   | Modalità   |          |
| -------- | --------------- | -------------------- | ---------- | -------- |
| AC       | Jamel McLean    | Telekom Bonn         | definitivo |          |
| P        | Alex Renfroe    | Saski Baskonia       | definitivo |          |
| C        | Martin Seiferth | E. Washington Eagles | definitivo |          |
| AG       | Marko Banić     | Estudiantes          | definitivo |          |
| P        | Jonathan Tabu   | Saragozza            | definitivo |          |
| AP       | Niels Giffey    | UConn Huskies        | definitivo |          |

| Cessioni | Cessioni        | Cessioni          | Cessioni       | Cessioni |
| R.       | Nome            | a                 | Modalità       |          |
| -------- | --------------- | ----------------- | -------------- | -------- |
| AG       | Sven Schultze   | Eisb. Bremerhaven | fine contratto |          |
| G        | David Logan     | Dinamo Sassari    | fine contratto |          |
| G        | Sebastian Fülle | Oettinger Rockets | fine contratto |          |
| C        | Jan Jagla       | Bayern Monaco     | fine contratto |          |
| G        | Bar Timor       | H. Gerusalemme    | rescissione    |          |
| AG       | Levon Kendall   | Gran Canaria      | fine contratto |          |

### Dopo l'inizio della stagione
| Acquisti | Acquisti      | Acquisti           | Acquisti     | Acquisti   |
| R.       | Nome          | da                 | Data         | Modalità   |
| -------- | ------------- | ------------------ | ------------ | ---------- |
| C        | Jannik Freese | Crailsheim Merlins | gennaio 2015 | definitivo |

| Cessioni | Cessioni           | Cessioni       | Cessioni        | Cessioni    |
| R.       | Nome               | a              | Data            | Modalità    |
| -------- | ------------------ | -------------- | --------------- | ----------- |
| G        | Vojdan Stojanovski | Andorra        | 30 gennaio 2015 | rescissione |
| P        | Jonathan Tabu      | Olimpia Milano | 28 aprile 2015  | rescissione |